# Uelsen
Uelsen is een dorp en gemeente in de Duitse deelstaat Nedersaksen, gelegen in het landkreis Grafschaft Bentheim. Uelsen ligt in het westen van Nedersaksen tegen de Nederlandse grens aan. De plaats is onderdeel van de gelijknamige Samtgemeinde. Uelsen telt 5.779 inwoners.
De gemeente Uelsen bestaat uit de wijken Uelsen, Bauerhausen, Lemke, Höcklenkamp en Waterfall.

## Geschiedenis
In 1131 werd Uelsen voor het eerst schriftelijk vermeld, namelijk in een oorkonde van de bisschop van Utrecht, Andries van Cuijk. De plaats maakte toen deel uit van Twente, dat destijds net als Utrecht tot het Duitse rijk behoorde. Omstreeks 1300 stond in Uelsen de burcht van de graven Ten Tooren (of von Thurn). De resten daarvan werden in de 19e eeuw gebruikt als synagoge. In 1312 ging het bezit van Uelsen over op het Graafschap Bentheim.
In de 19e eeuw daalde het inwoneraantal van Uelsen van 1200 naar 806. Arbeidersgezinnen trokken naar plaatsen als Nordhorn en Schüttorf om in de textielindustrie te gaan werken. Een aantal inwoners vertrok ook naar Nederland of naar de Verenigde Staten. In Uelsen werd tot ver in de 19de eeuw in kerk en school het Nederlands gebruikt totdat de Hanoveraanse regering dat verbood. In de Oudgereformeerde (Altreformierte) gemeente, die zich aan overheidstoezicht onttrok, was Nederlands tot in de jaren zeventig van de vorige eeuw nog een preektaal.

## Afbeeldingen

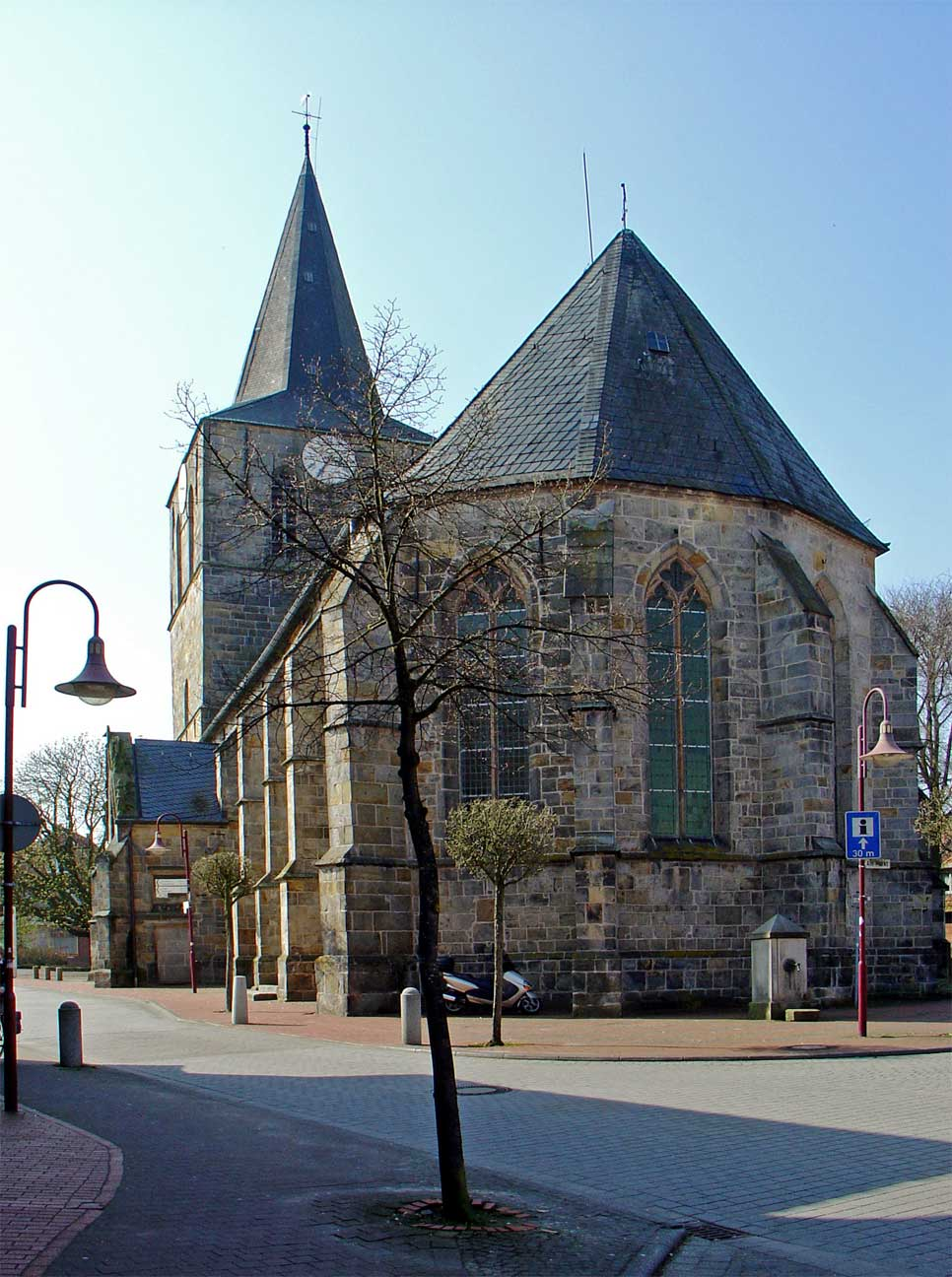
Kerk van Uelsen (2009)
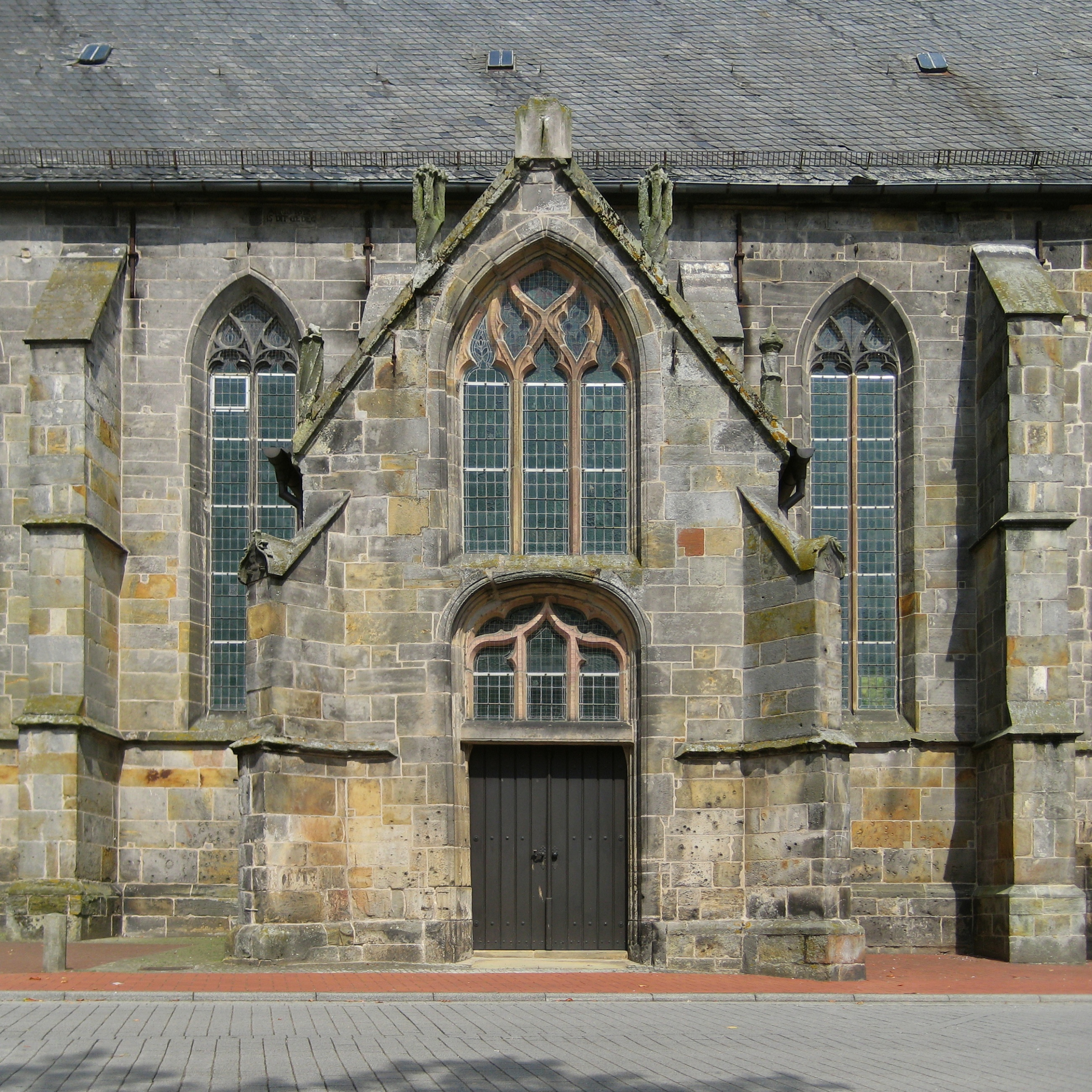
De zuidelijke ingang van de kerk (2012)
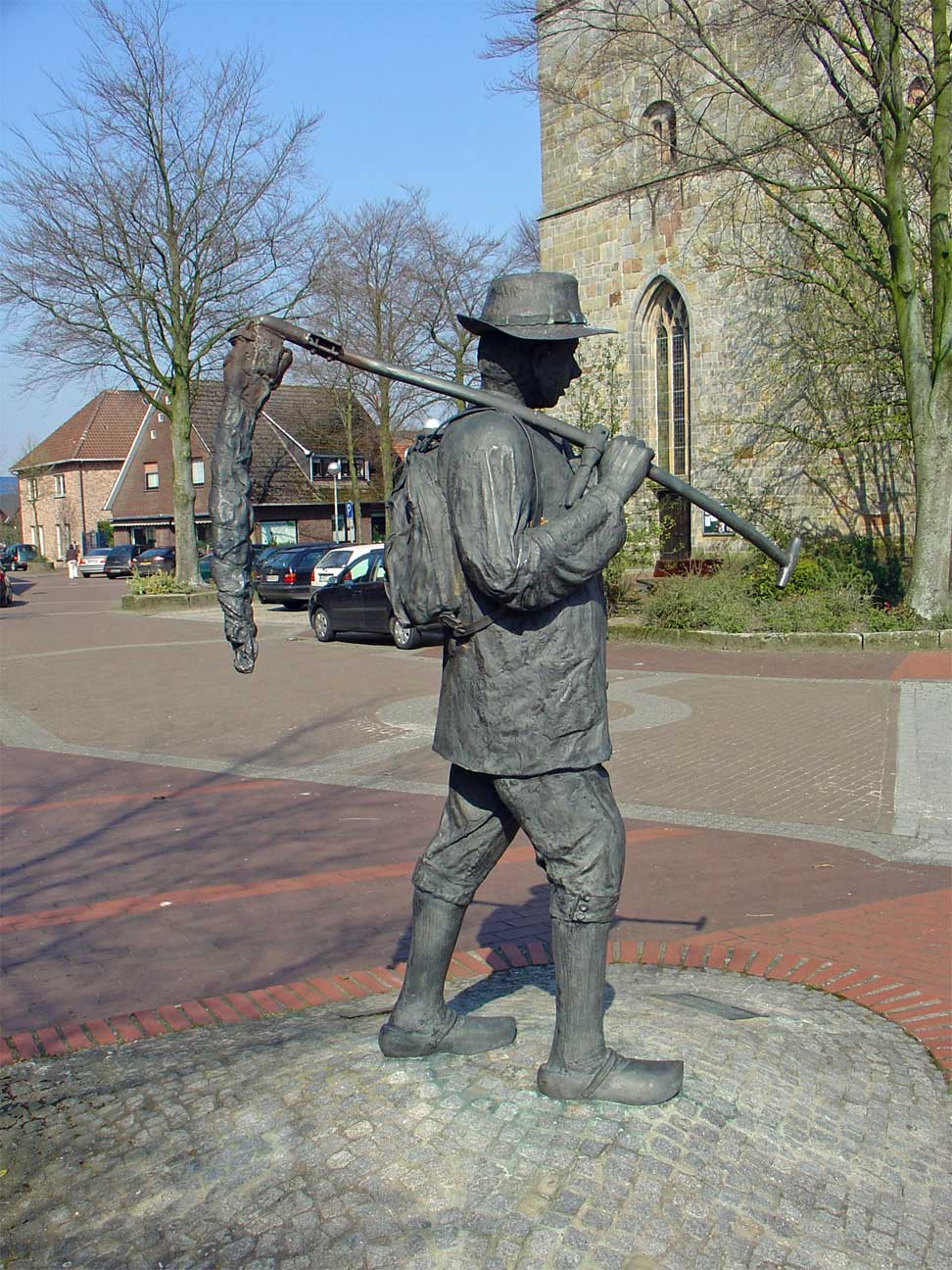
Hannekemaaier (Leo Janischowsky + partner, 1997) (2009)
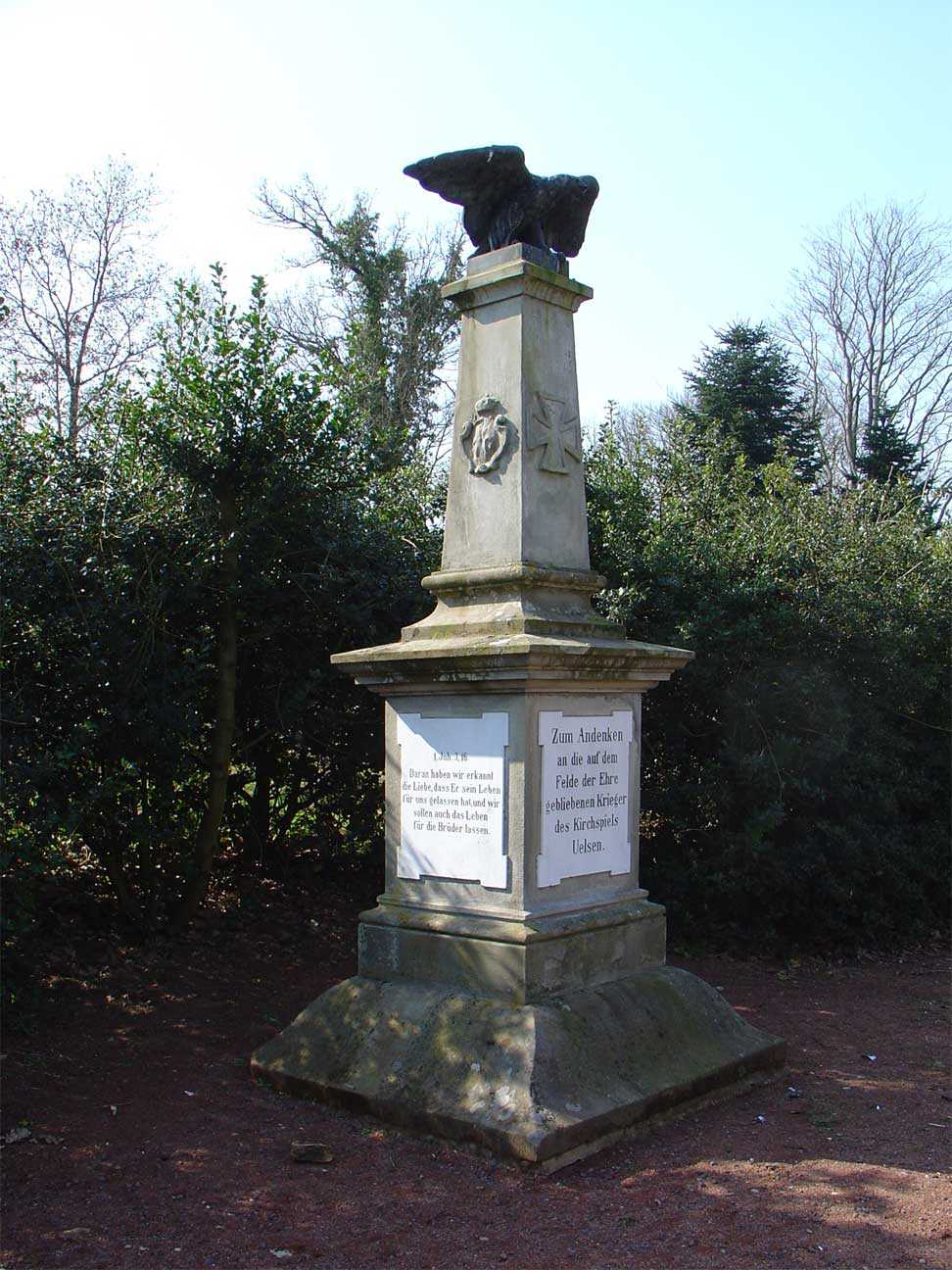
Standbeeld voor de gevallenen van Uelsen (2009)
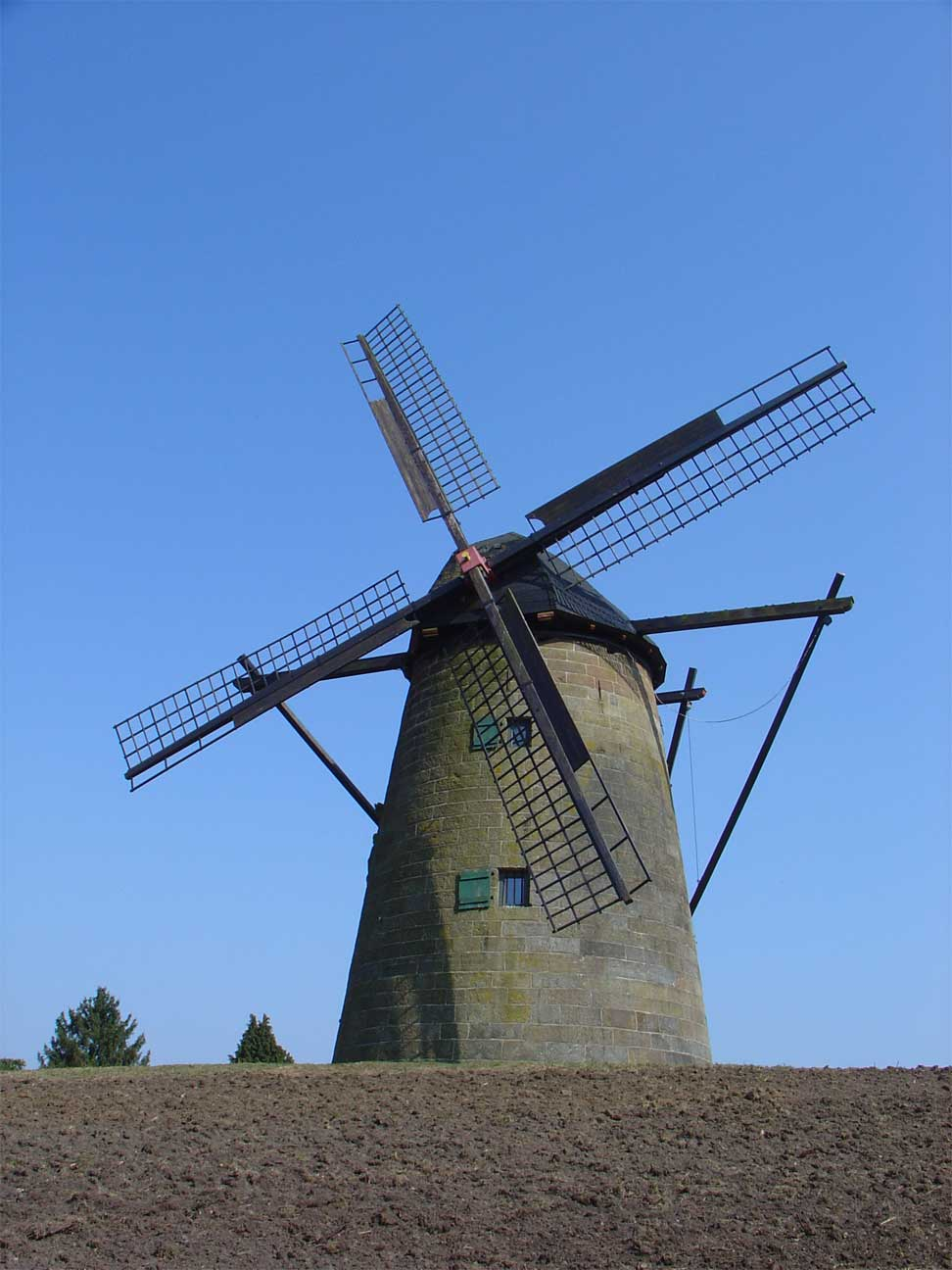
Molen van Uelsen (2009)
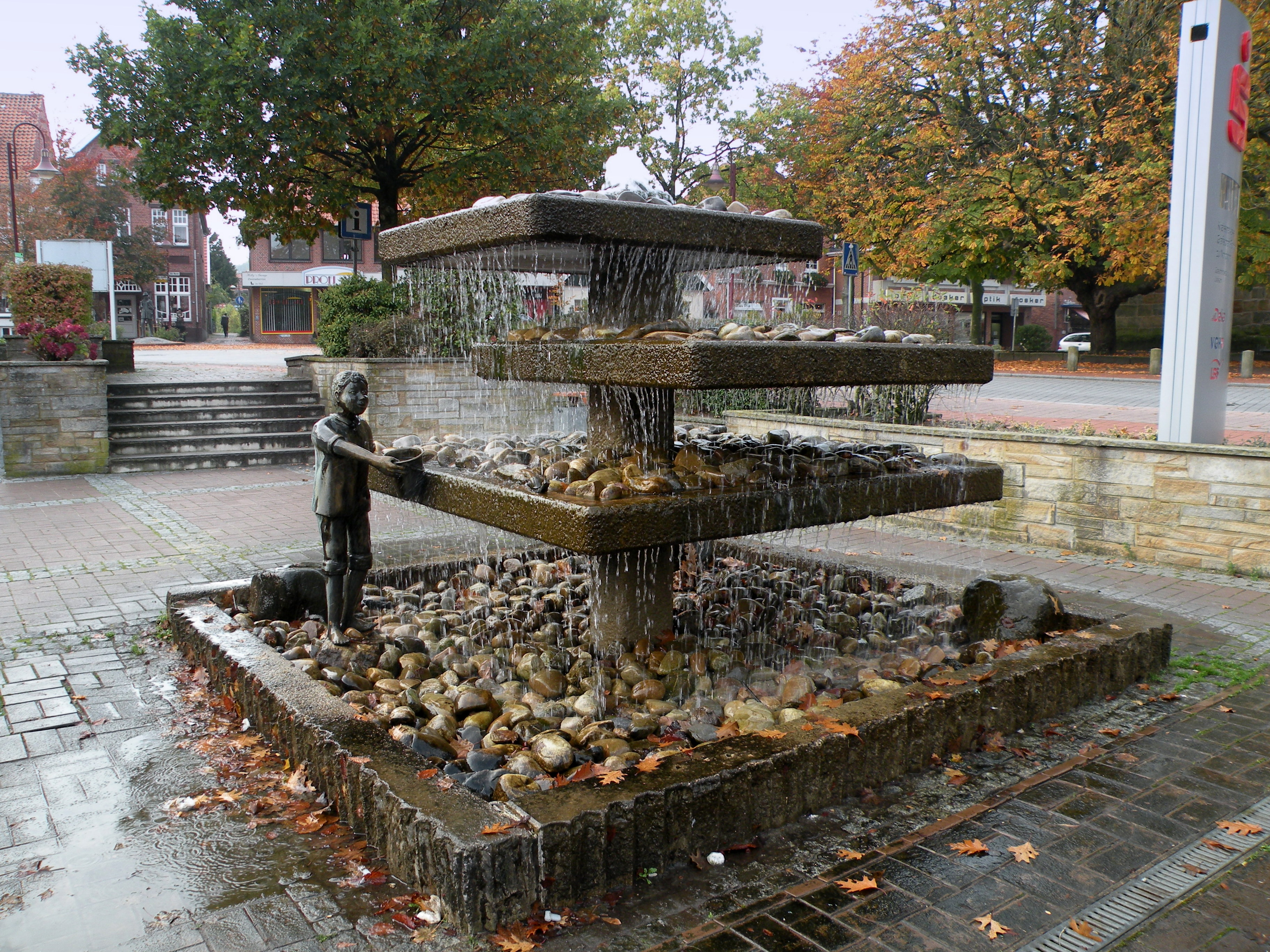
Fontein nabij oude Raadhuis (2012)
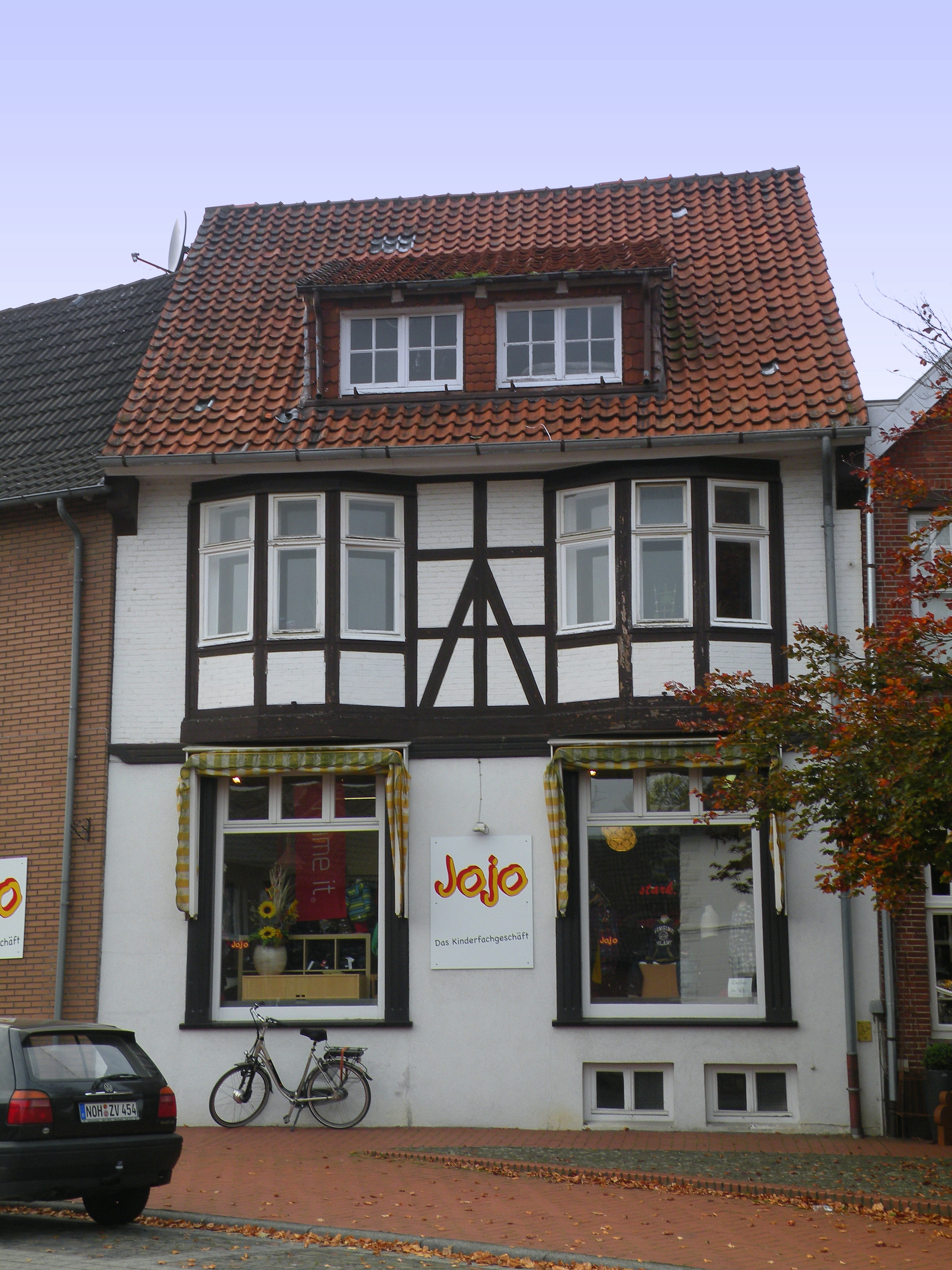
Vakwerkhuis (2012)
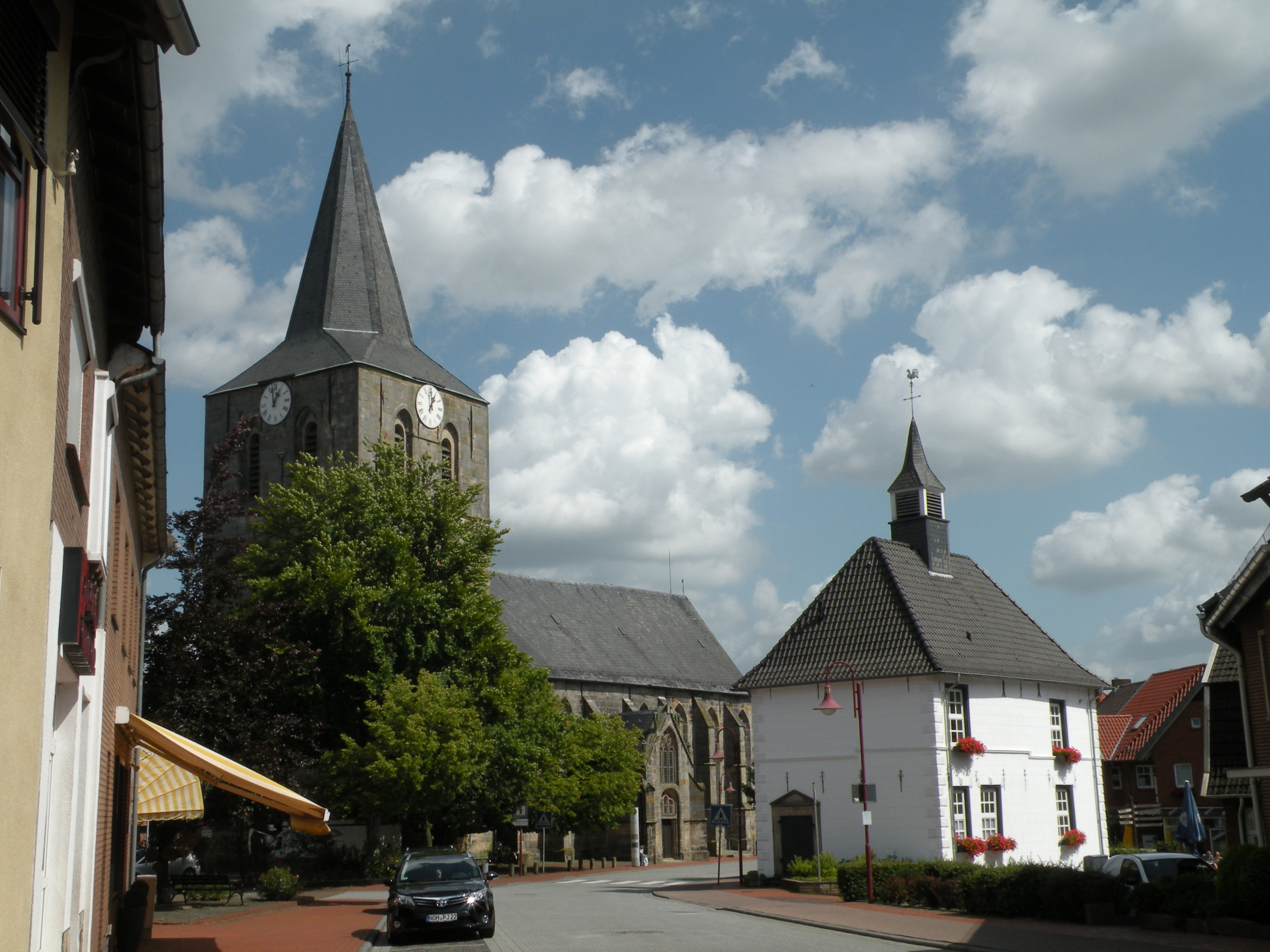
Oude Raadhuis en kerk van Uelsen (2012)

## Samtgemeinde Uelsen
- Gemeinsame Normdatei: 4354804-0
- Library of Congress Control Number: n89119129
- Nationale Bibliotheek van Israël: 987007567574605171
- Virtual International Authority File: 124454840
- WorldCat: E39PBJtmwwDbTpJmkcjCRm6VG3

Bad Bentheim · 
Emlichheim · 
Engden · 
Esche · 
Georgsdorf · 
Getelo · 
Gölenkamp · 
Halle · 
Hoogstede · 
Isterberg · 
Itterbeck · 
Laar · 
Lage · 
Neuenhaus · 
Nordhorn · 
Ohne · 
Osterwald · 
Quendorf · 
Ringe · 
Samern · 
Schüttorf · 
Uelsen · 
Wielen · 
Wietmarschen · 
Wilsum